# Federica Fracassi
Federica Fracassi (Cornaredo, 20 giugno 1971) è un'attrice italiana.

## Biografia
Laureata in Filosofia della scienza con Giulio Giorello all'Università degli Studi di Milano, dopo aver studiato per anni danza classica con il maestro Gianni Zari si è formata giovanissima alla Scuola d'arte drammatica Paolo Grassi e al Corso Europeo di Formazione Superiore per Attori "Parole in azione" organizzato da ERT e diretto da Renata Molinari. Segue il lavoro di Carmelo Bene, Luca Ronconi, Thierry Salmon, Romeo Castellucci, Cesare Ronconi.
Nel 1994-95 collabora con il Teatro Valdoca per gli spettacoli Ossicine e Fuoco centrale di Mariangela Gualtieri, in qualità di aiuto regista di Cesare Ronconi.
Interprete sensibile alle nuove drammaturgie, votata alle scritture più visionarie, feroci, poetiche degli ultimi anni, fin dagli esordi ha disegnato un percorso indipendente nel panorama del teatro di ricerca che l'ha portata a fondare insieme al regista teatrale Renzo Martinelli la compagnia Teatro Aperto, dal 2004 Teatro i, avendo ottenuto in gestione dal Comune di Milano l'omonimo spazio di via Gaudenzio Ferrari, una vera e propria factory del teatro contemporaneo, a cui si aggiunge nel 2005 Francesca Garolla.
È stata protagonista di numerosi spettacoli della compagnia diretti da Martinelli tra cui La Santa di Antonio Moresco, che ha vinto il premio "Sette spettacoli per un nuovo teatro italiano per il Duemila", indetto dal Teatro di Roma; Prima della pensione di Thomas Bernhard, per cui ha ricevuto la menzione d'onore quale miglior attrice emergente al Premio Eleonora Duse 2006; Dare al buio (la fine) di Letizia Russo, per cui ha ricevuto il Premio Adelaide Ristori come miglior attrice del Mittelfest 2007. Nel 2002 è stata protagonista e autrice dello spettacolo Sinfonia per corpi soli - Omaggio a Sarah Kane, condividendo con Barbara Nativi e Pierpaolo Sepe il Premio Ubu al lavoro di Sarah Kane come migliore novità straniera.
Successivamente, parallelamente all'impegno con Teatro i, ha lavorato tra gli altri in Le muse orfane di Michel Marc Bouchard per la regia di Nicola Russo, vincendo il Premio ETI “Gli Olimpici del Teatro” 2007 come attrice emergente; in Un giorno d'estate di Jon Fosse per la regia di Valerio Binasco; in Corsia degli incurabili di Patrizia Valduga per la regia di Valter Malosti, per cui è stata finalista al Premio UBU 2010 come migliore attrice protagonista. Nel 2010/2011 è stata attrice protagonista di Incendi di Wajdi Mouawad e di Hilda di Marie Ndiaye, regie di Renzo Martinelli prodotte da Teatro i, per cui ha vinto il “Premio della Critica” 2011 e il Premio Ubu 2011 come miglior attrice protagonista (ex aequo con Mariangela Melato). Nel 2012 è attrice ne La signorina Giulia di August Strindberg, regia di Valter Malosti, con Valeria Solarino.
Ha vinto il Premio Eleonora Duse 2011.
Nel 2013 ha debuttato nel monologo "Blondi" di Massimo Sgorbani, regia di Renzo Martinelli, prodotto dal Piccolo Teatro di Milano, in cui incarna la tragedia di una vittima innocente della Storia: il pastore tedesco di Adolf Hitler. Il monologo è parte della trilogia Innamorate dello Spavento, pubblicata da Titivillus, che si compone anche di "Eva" e "Magda e lo spavento" entrambe prodotte da Teatro i e che la vedono ancora una volta protagonista femminile.
Nel 2013-2014 ha recitato ne "Il servitore di due padroni" da Carlo Goldoni, drammaturgia di Ken Ponzio, regia di Antonio Latella
È coprotagonista con Michele Riondino di Euridice e Orfeo di Valeria Parrella per la regia di Davide Iodice.
Nel 2015 è protagonista femminile di Mephisto dal romanzo di Klaus Mann per la regia di Luca Micheletti.
Nel 2016 avvia un percorso nell’universo testoriano che, dopo aver attraversato i Tre Lai, culmina nell’interpretazione di Erodiàs, sempre diretta da Renzo Martinelli.
Collabora inoltre con la compagnia Motus per lo spettacolo site specific Raffiche, dedicato a Splendid’s di Jean Genet. Nel 2017 al Piccolo Teatro di Milano interpreta, insieme ad Isabella Ragonese, Louise e Renée, tratto dal romanzo epistolare Mémoires de deux jeunes mariées di Honoré de Balzac con la regia di Sonia Bergamasco.
Al cinema esordisce nel 2010 in Happy Family di Gabriele Salvatores, seguono, tra gli altri, Bella addormentata di Marco Bellocchio e Un giorno devi andare di Giorgio Diritti (2012), Il capitale umano di Paolo Virzì (2014), Antonia. di Ferdinando Cito Filomarino, La vita oscena di Renato De Maria, Sangue del mio sangue di Marco Bellocchio (2015), Gli sdraiati di Francesca Archibugi (2017), Benedetta follia di Carlo Verdone (2018).

## Teatro
- Sebastian, regia di Renzo Martinelli (1993)
- Lenti in amore, da Marguerite Duras, regia di Renzo Martinelli (1995)
- Cuore di infinita distanza, da Clarice Lispector, regia di Renzo Martinelli (1997)
- Legittima difesa, di Federica Fracassi, regia di Renzo Martinelli (1998)
- La Santa, di Antonio Moresco, regia di Renzo Martinelli (2000)
- Sinfonia per corpi soli - Omaggio a Sarah Kane, di Federica Fracassi, regia di Renzo Martinelli (2001)
- La lente scura, dai testi di Anna Maria Ortese, regia di Renzo Martinelli (2003)
- Canti del caos di Antonio Moresco, regia di Renzo Martinelli (2003)
- La regina delle nevi, di Hans Christian Andersen, regia di Nicola Russo e Federica Fracassi (2005)
- Prima della pensione di Thomas Bernhard, regia di Renzo Martinelli (2006)
- Le muse orfane, di Michel Marc Bouchard, regia di Nicola Russo (2006)
- Product, testo e regia di Mark Ravenhill (2006)
- Dare al buio (la fine l'inizio) di Letizia Russo, regia di Renzo Martinelli (2007)
- Morbid di Fausto Paravidino, regia di Renzo Martinelli (2007)
- Un giorno d'estate di Jon Fosse, regia di Valerio Binasco (2008)
- Lait di Magdalena Barile, regia di Renzo Martinelli (2009)
- Superwoobinda, di Aldo Nove, regia di Monica Nappo (2009)
- Parla Persefone, composto dal maestro Fabio Vacchi su testo di Aldo Nove nell'esecuzione di Sentieri Selvaggi ensemble, alla Fondazione Arnaldo Pomodoro a Milano (2009)
- Mi chiamo Roberta, ho 40 anni, guadagno 250 euro al mese di Aldo Nove, regia di Renzo Martinelli (2010)
- Corsia degli incurabili di Patrizia Valduga, regia di Valter Malosti (2010)
- Le donne al parlamento, di Aristofane, regia di Nicoletta Robello (2010)
- La signorina Giulia di August Strindberg, regia di Valter Malosti (2011)
- Hilda di Marie Ndiaye, regia di Renzo Martinelli (2011)
- Incendi di Wajdi Mouawad, regia di Renzo Martinelli (2011)
- Il servitore di due padroni, da Carlo Goldoni, drammaturgia di Ken Ponzio, regia di Antonio Latella (2013)
- Blondi di Massimo Sgorbani, regia di Renzo Martinelli (2013)
- Eva di Massimo Sgorbani, regia di Renzo Martinelli (2013)
- Magda e lo spavento di Massimo Sgorbani, regia di Renzo Martinelli (2014)
- I giganti della montagna di Luigi Pirandello, regia di Roberto Latini (2014)
- Deve trattarsi di autentico amore per la vita, dai diari di Etty Hillesum, drammaturgia di Giulia Calligaro, con Laura Marinoni e Maddalena Crippa (2014)
- Mephisto, da Klaus Mann, drammaturgia e regia di Luca Micheletti (2015)
- Euridice e Orfeo di Valeria Parrella, regia di Davide Iodice, con Michele Riondino (2015)
- Erodiàs, di Giovanni Testori, regia di Renzo Martinelli (2016)
- Raffiche, dedicato a Splendid's di Jean Genet, testi di Magdalena Barile e Luca Scarlini, regia di Enrico Casagrande e Daniela Nicolò - Motus (2016)
- Tre Lai - balbettii d'amore o trislaiada, di Giovanni Testori, regia di Renzo Martinelli (2016)
- Rosmersholm, di Henrik Ibsen, regia di Luca Micheletti (2017)
- Louise e Renée, da Honoré de Balzac, drammaturgia di Stefano Massini, regia di Sonia Bergamasco (2017)
- Dora pro nobis, di Concita De Gregorio, recital per voce e violoncello (musiche originali eseguite dal vivo al violoncello da Lamberto Curtoni) (2018)
- Peer Gynt. Suite dal poema drammatico di Henrik Ibsen, un progetto drammaturgico di Federica Fracassi e Luca Micheletti, regia di Luca Micheletti. Coprotagonista: Mamma Ase (2018)
- Rosmersholm - Il gioco della confessione, monodramma a due voci di Henrik Ibsen, riduzione di Massimo Castri, da un'idea di e con Federica Fracassi e Luca Micheletti, regia di Luca Micheletti. Coprotagonista: Rebekka West (2018)
- La monaca di Monza di Giovanni Testori, adattamento per tre voci e regia di Valter Malosti. Protagonista: Marianna De Leyva (2019)
- Ecuba di Marina Carr, regia di Andrea Chiodi. Ruolo: Cassandra (2019)
- Le sedie di Eugène Ionesco, regia di Valerio Binasco (2021)
- Amen di Massimo Recalcati, regia di Valter Malosti (2021)
- La Febbre di Wallace Shawn, regia di Veronica Cruciani (2021)
- Carbonio di Pier Lorenzo Pisano, regia di Pier Lorenzo Pisano (2022)
- Otello da William Shakespeare, drammaturgia di Letizia Russo, regia di Andrea Baracco (2022)
- I promessi sposi alla prova di Giovanni Testori, regia di Andrée Ruth Shammah (2023)
- Trilogia della città di K. di Agota Kristof, un progetto di Federica Fracassi e Fanny & Alexander, drammaturgia di Chiara Lagani, regia di Luigi De Angelis (2023)

## Cinema
- Happy Family, regia di Gabriele Salvatores (2010)
- La peggior settimana della mia vita, regia di Alessandro Genovesi (2011)
- Bella addormentata, regia di Marco Bellocchio (2012)
- Un giorno devi andare, regia di Giorgio Diritti (2013)
- Il capitale umano, regia di Paolo Virzì (2013)
- Antonia., regia di Ferdinando Cito Filomarino (2014)
- La vita oscena, regia di Renato De Maria (2014)
- Eva Braun, regia di Simone Scafidi (2014)
- Sangue del mio sangue, regia di Marco Bellocchio (2015)
- Nemiche per la pelle, regia di Luca Lucini (2016)
- L'assoluto presente, regia di Fabio Martina (2017)
- Gli sdraiati, regia di Francesca Archibugi (2017)
- Benedetta follia, regia di Carlo Verdone (2018)
- Radioactive, regia di Marjane Satrapi (2018)
- Mi chiedo quanto ti mancherò, regia di Francesco Fei (2018)
- Supereroi, regia di Paolo Genovese (2019)
- Cinque stanze, regia di Bruno Bigoni
- Hambre, regia di Johanna Nelson (2022)
- Esterno notte, regia di Marco Bellocchio (2022)
- Cento domeniche, regia di Antonio Albanese (2022)
- Rapito, regia di Marco Bellocchio (2023)

### Cortometraggi
- Dindalò, regia di Simone Paralovo (2014)
- Un rovescio, regia di Damiano Giacomelli (2014)
- Pagliacci, regia di Marco Bellocchio (2016)
- Santa Fe - La mente è una cantina da sgombrare, regia di Lara Fremder (2017)
- Closeness, regia di Lorenzo Ferrante (2018)

### Televisione
- Affari di famiglia 5, regia di Marco Maccaferri (2011)
- Signorina Giulia, regia di Felice Cappa (2012)
- In scena, Metamorfosi di Franz Kafka, regia di Daniele Biggiero (2014)
- Fuoco sacro, regia di Samuele Rossi - Format Tv sul novecento letterario italiano (LaF, 2019)
- Luna nera, regia di Francesca Comencini, Susanna Nicchiarelli e Paola Randi - miniserie TV (2020)
- Tutta colpa di Freud - La serie, regia di Rolando Ravello - serie TV (2021)
- Stucky, regia di Valerio Attanasio – serie TV, episodio 1x04 (2024)

## Altre attività
Ha scritto la prefazione a Le serpi, di Marie NDiaye, traduzione di Federica Bevilacqua e Chiara Montesi, con Federica Fracassi, Bologna, Cue Press, 2016. ISBN 9788899737276.
Ha realizzato installazioni visive e performances in gallerie d’arte e discoteche. Dal 2017 Collabora come attrice e modella alle sfilate e agli spettacoli di Antonio Marras. Inoltre ha lavorato come modella a Milano presso il Laboratorio di Figura e presso il Liceo Artistico Hajech.
2018 Nell’ambito del Percorso Ibsen è ideatrice e autrice, insieme alla fotografa Valentina Tamborra, del progetto Nient’altro che finzioni, dove scrive una drammaturgia parallela sulle tracce di Ibsen, già esposta a Milano nei più importanti Festival fotografici. Dal 2021 Per Teatro i, è ideatrice e conduttrice del format Emersioni – Dialoghi tra attrici. Dal 2022 È tutor del progetto Immersioni per Mare Culturale Urbano dedicato alla drammaturgia diffusa nei quartieri periferici della città di Milano.
Ha fatto parte della Giuria del Premio Riccione per il Teatro rispettivamente nel 2009 (50°, presieduta da Umberto Orsini) e nel 2017 (54° presieduta da Fausto Paravidino).
Dal 2001 al 2007 ha insegnato recitazione presso la Scuola di Teatro Quelli di Grock di Milano.

## Riconoscimenti
- 2006 – Menzione d'onore al Premio Eleonora Duse come attrice emergente
- 2007 – Premio E.T.I. Gli Olimpici del Teatro come attrice emergente
- 2007 – Premio Adelaide Ristori come miglior attrice del Mittelfest
- 2011 – Premio Ubu come attrice protagonista per Hilda e Incendi (ex aequo con Mariangela Melato)
- 2011 – Premio Eleonora Duse
- 2016 – Premio Pulcheria
- 2017 – Premio Nazionale Franco Enriquez per Erodiàs
- 2020 – Premio San Ginesio
- 2021 – Premio Le Maschere del Teatro italiano come miglior attrice protagonista per Le sedie
- 2021 – Premio Hystrio all'interpretazione
- 2022 – Premio Hystrio Twister per Le sedie